# Nicole Luis
Nicole Luis (Buenos Aires, 10 febbraio 1992) è un'attrice e modella argentina.
Debutta nel 2003 nella televisione argentina, nel 2007 entra nel cast della telenovela Il mondo di Patty. Successivamente, è una delle protagoniste nel telefilm Cuando toca la campana e nella troupe di Cata e i misteri della sfera.

## Biografia
Nicole Luis nasce il 10 febbraio di 1992 a Buenos Aires. All'età di undici anni la madre iscrive Nicole ad un'agenzia di modelle e poco dopo si ritrova a fare alcune pubblicità. Dal 2001 al 2003 studia commedia musicale insieme all'attrice Gabi Goldberg, nel 2004 con il docente Ricky Pashkus e nello stesso anno teatro con il giornalista Jorge Dorio.
La prima apparizione televisiva risale al 2003 quando prende parte ad un casting per la serie Guinzburg & Kids per cui viene scelta. Nel 2005 partecipa ad alcuni episodi della seconda stagione della telenovela argentina Flor - Speciale come te (conosciuta in patria con il nome di Floricienta) con il personaggio di Luz oltre che a ¿Quién es el jefe? in un flashback. L'anno dopo recita in Amo de casa come Romina e in El tiempo no para. Tra il 2005 e il 2006 prende lezioni di tecniche musicali e teatro insieme a Nora Moseinco, commedia musicale con l'attore Hugo Midón e canto insieme all'attrice e docente Marcela Paoli.
Nel 2007 partecipa a Quiero mis quinces, programma di MTV Networks Latinoamérica, per organizzare la festa dei quindici anni di Nicole. Nello stesso periodo diventa modella per Beauty Models Agency ed è Luciana nella telenovela Il mondo di Patty. Il ruolo viene confermato anche per la seconda stagione che va in onda in patria nel 2008. Insieme agli altri attori della serie, recita nelle versioni teatrali con cui gira l'Argentina, Uruguay, Cile, Colombia, Ecuador, Guatemala, Messico, Paraguay, Perù, Costa Rica e Repubblica Dominicana. Tra il 2009 e il 2010 studia canto insieme Sebastian Mellino. Nello stesso periodo viene selezionata tra 6000 candidati per prendere parte al programma televisivo Re.creo en vos con conduttrice Emilia Attias. 
È protagonista della serie di Disney Channel America Latina Cuando toca la campana come Lucia. Grazie a questo sceneggiato, ha potuto cantare in alcuni dei brani dell'album omonimo; il ruolo viene ripreso anche per la seconda stagione. Nel 2011 entra nel cast di Super T - Una schiappa alla riscossa per le registrazioni della seconda parte, in cui interpreta Mora. L'anno dopo ha un piccolo ruolo nella telenovela Violetta come Laura. Inoltre, collabora con le agenzie 47 street e Dotto Models.
Tra il 2013 e il 2014 interpreta Vicky nel telefilm Cata e i misteri della sfera e successivamente è la pigiama trainer Socorro nel programma Pijama Party, così come per la seconda stagione che va in onda dal settembre del 2015 su Disney Channel America Latina e per la terza tra il 2017 e il 2018.
Nel 2019 recita nella serie GO! Vivi a modo tuo come Ivana sia nella prima che nella seconda stagione, mentre tra lo stesso anno e il successivo nella telenovela Bia, impersonando Soledad.
Nel 2020 partecipa al videoclip della canzone Bella del cantante italiano Ruggero Pasquarelli.

## Vita privata
Dal 2017 ha una relazione con Il componente e manager della band  Agapornis, Juan Pérsico. Il 9 marzo 2024 ha annunciato la sua gravidanza. Il 1 agosto 2024 nasce il loro primo figlio Felipe.

## Filmografia

### Televisione
- Ginzburg and Kids – serie TV, (2003-2004)
- Flor - Speciale come te (Floricienta) – serial TV (2004-2005)
- ¿Quién es el jefe? – serie TV (2005)
- Amo de casa – serie TV (2006)
- El tiempo no para – serial TV (2006)
- Il mondo di Patty (Patito Feo) – serial TV, 290 episodi (2007-2008)
- Super T - Una schiappa alla riscossa (Supertorpe) – serie TV, 26 episodi (2011)
- Cuando toca la campana – serie TV, 68 episodi (2011-2012)
- Violetta – serial TV (2012)
- Cata e i misteri della sfera (Señales del fin del mundo) – serial TV, 115 episodi (2013-2014)
- GO! Vivi a modo tuo (Go! Vive a tu manera) – serie TV (2019)
- Bia – serial TV (2019-2020)

## Teatro
- Patito Feo - La historia más linda en el Teatro, diretto da Ricky Pashkus (2007-2008)
- Patito Feo - La gira más linda, diretto da Ricky Pashkus (2008-2009)

## Programmi televisivi
- Quiero mis quinces (2007, MTV)
- Re.creo en vos (2010, Canal 13)
- Bloop Yups (2012, Yups Channel)
- Pijama Party (2014-2018, Disney Channel)

## Discografia

### Partecipazioni
- 2011 – Cuando toca la campana (Walt Disney Records)
- 2014 – Señales del fin del mundo (Leader Music/Yair Dori Group)

## Doppiatrici italiane
Nelle versioni in italiano delle opere in cui ha recitato, Nicole Luis è stata doppiata da: 
- Francesca Rinaldi in Il mondo di Patty[20].
- Deborah Morese in Cata e i misteri della sfera[21].
- Benedetta Ponticelli in Super T - Una schiappa alla riscossa
- Vanina Marini in GO! Vivi a modo tuo